# Nocturnos, op. 32

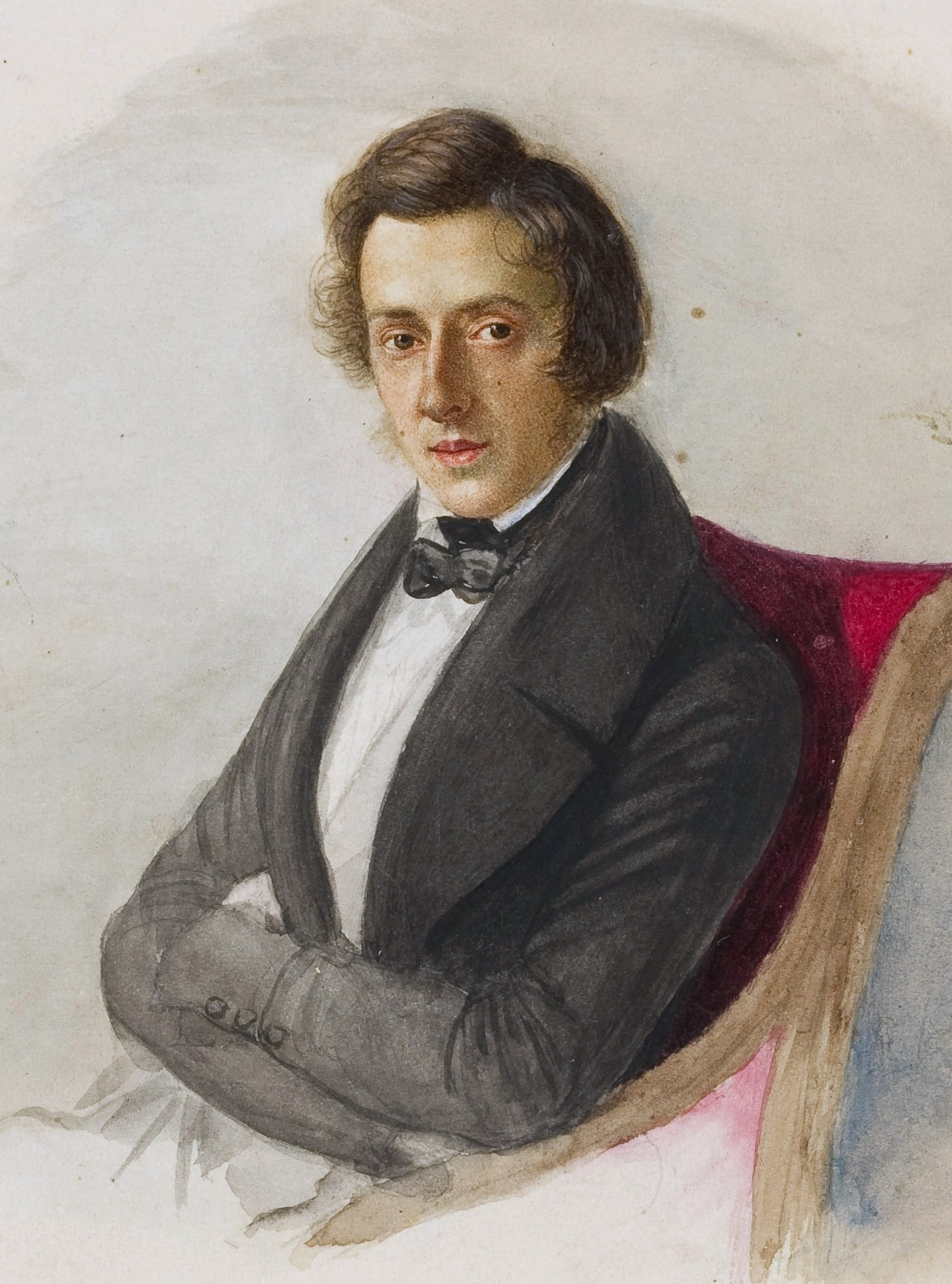
Chopin,1835

Los Nocturnos, op. 32 son un conjunto de dos nocturnos para piano solo, escritos y publicados por Frédéric Chopin en 1837. Los nocturnos están dedicados a Madame Camile de Billing, y fueron sus noveno y décimo nocturnos publicados.

## Nocturno en si mayor, op. 32, n.° 1

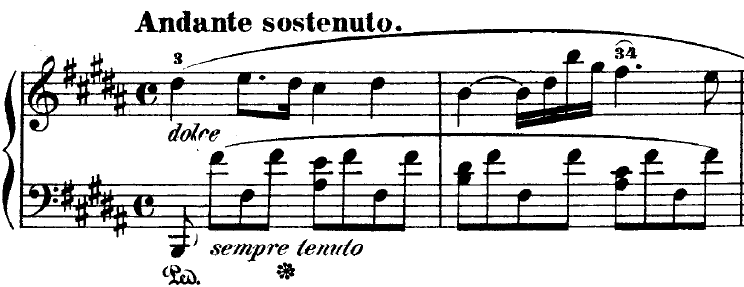
Primeros compases del Nocturno n.° 1 en si mayor.

El Nocturno en si mayor se marca inicialmente como andante sostenuto y está en compás de  4
4. Hay varias marcas de ritardando a lo largo, seguidas de una marca de tempo en el siguiente compás, como en el compás 7, 8, 17 y 18. La pieza cambia a adagio en los dos últimos compases, comenzando en el compás 64. La pieza tiene 65 compases de duración e, inusualmente, termina en la tónica menor, si menor, aunque algunas ediciones (como las de Rafael Joseffy y el alumno de Chopin Carl Mikuli) e interpretaciones (como una de Arthur Rubinstein) terminan con un acorde de si mayor, que tiene el efecto de una tercera de Picardía en el contexto de la coda en modo menor. También ha habido confusión sobre una nota en el primer compás de la última línea: Theodor Kullak y Karl Klindworth usan un sol, mientras que Julian Fontana usa un fa♯.
David Dubal señaló que el nocturno era "de menor importancia, aunque característico en el diseño y el contorno melódico". También afirma que la coda "saca completamente al oyente del ensueño". Según Berkeley, el final "desafía el análisis, pero obliga a la aceptación". Jim Samson afirma que "La interrupción de la canción por este sorprendente pasaje de recitativo instrumental no se somete a ninguna lógica formal, sino que pone directamente en primer plano el deseo de Chopin de hacer que la música 'hable'". El final fue "dramático y original" para James Friskin, en comparación con la simplicidad del resto de la pieza.

## Nocturno en la bemol mayor, op. 32, n.° 2

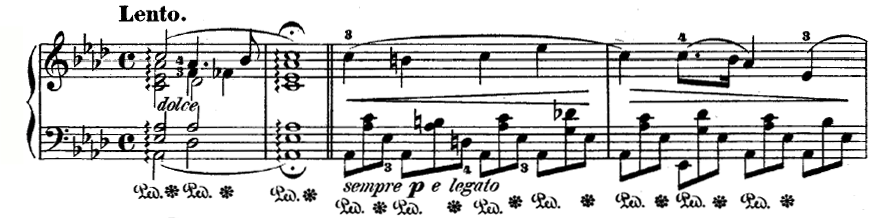
Compases introductorios del Nocturno n.° 2 en la♭ mayor.

El Nocturno en la bemol mayor se marca inicialmente como lento y en compás de 4
4. Está estructurado en forma A–B–B′–A′ y presenta un tema melódico principal y una melodía brillante en la sección A, con un tema turbulento y dramático en las secciones B. En el compás 27, la sección A cambia a la sección B, al mismo tiempo que el compás cambia a 12
8 y la tonalidad a fa menor (la relativa menor de la♭ mayor). Esta transición inicial se realiza sobre un acorde de séptima dominante de do, que no es totalmente ajeno a la♭ y, sin embargo, se aleja con fuerza hacia la sección B en fa menor. James Huneker señala que la segunda sección en fa menor "[se amplía] a alcances dramáticos", aunque todavía ve la pieza en general de manera negativa. Después de un tumultuoso conjunto de octavas cromáticamente descendentes al final de la sección B, la tonalidad cambia a fa♯ menor en el compás 39 y vuelve a la♭ mayor en el compás 51, donde el compás también vuelve a 4
4. El tempo vuelve a lento en el compás 73. La pieza tiene un total de 74 compases y está en forma ternaria.
El nocturno es una de las obras de Chopin orquestadas en el ballet Les Sylphides.

## Recepción
Para algunos, estos nocturnos no son tan impresionantes como sus predecesores, los Nocturnos, op. 27. Si bien cada pieza "ejemplifica uno de los diversos enfoques del compositor sobre la forma nocturna", Blair Johnson sintió que, en la pieza, los "momentos de originalidad y poder sobresalen de una manera que no podrían haber hecho si la totalidad de las piezas hubieran sido cosidas con seda más fina". James Huneker también encontró este grupo "un poco aburrido".
Gustav Barth comentó que los nocturnos de Chopin muestran signos definidos de "progreso" en comparación con los nocturnos originales de John Field, aunque las mejoras son "en su mayor parte sólo en la técnica". Sin embargo, David Dubal cree que las piezas "se describen más acertadamente como baladas en miniatura".
Aunque pensaba que la pieza contenía una "melodía larga y elegante con una sección intermedia de ballet", Dubal encontró que el nocturno era "menos importante que otros miembros de esta especie" como el Nocturno en si mayor. Blair Johnson encontró que "al igual que el nocturno anterior, la simplicidad del gesto es de suma importancia a lo largo de la sección de apertura". Sin embargo, se diferencia por la "sección media más tempestuosa y cromática". La repetición del comienzo se ha "contagiado del ambiente agitado del centro del nocturno", y provoca "la repetición algún tiempo para recuperar la dulzura que es su tono legítimo", según Johnson. Friskin descubrió que "la sección central ofrece una buena práctica en el mantenimiento de una línea melódica en los dedos externos mientras toca los acordes de apoyo en la misma mano".